# Нюки (платформа)
Ню́ки — остановочный пункт Восточно-Сибирской железной дороги на Транссибирской магистрали (5549 километр).
Расположен в Кабанском районе Республики Бурятия в 1,5 км к югу от центра села Нюки, в 100 м южнее федеральной автомагистрали «Байкал».

## Пригородные электрички
| № поезда | Маршрут движения   | № поезда | Маршрут движения   |
| -------- | ------------------ | -------- | ------------------ |
| 6631     | Улан-Удэ — Мысовая | 6632     | Мысовая — Улан-Удэ |
| 6637     | Улан-Удэ — Мысовая | 6638     | Мысовая — Улан-Удэ |